# 搖擺荳牙夢
《搖擺荳牙夢》，（：痛快！ロックンロール通り）是一齣1988年於日本TBS（東京放送）首播的偶像劇。

## 故事大綱
澤口靖子與後藤久美子飾演同父異母的姊妹，性格迥異，常有分歧。

## 演員
- 岩下翠：澤口靖子（香港配音：黃麗芳）
- 山口茜：後藤久美子	（香港配音：樂蔚）
- 矢吹譲二：三浦洋一	（香港配音：馮永和）
- 瑪莉（香港配音：孫明貞）
- 黒澤龍二（香港配音：林保全）
- 高橋良明
- 室田日出男
- 根岸季衣

## 工作人員
- 編劇：矢島正雄
- 製作人：浅生憲章
- 導演：生野慈朗、赤地偉史、伊藤一尋、森山享